# New Super Mario Bros. U
New Super Mario Bros. U (New スーパーマリオブラザーズ U, Nyū Sūpā Mario Burazāzu Yū) és un joc per a la Wii U. El joc va estar revelat en una entrevista al diari El Mundo el 16 d'abril de 2012 però va estar confirmat amb més detalls en l'Electronic Entertainment Expo 2012, tal com es va confirmar en l'entrevista.
New Super Mario Bros. U és el quart joc de la sèrie New Super Mario Bros., el novè de la sèrie Super Mario Bros., i el catorzè de la sèrie Super Mario. El joc té una aparença semblant a la que va tenir a l'E3 2011, quan es va ensenyar la demo New Super Mario Bros. Mii. El joc va ser un títol de llançament per a la consola.
New Super Luigi U és un videojoc basat en New Super Mario Bros. U però canviant-li algunes mecàniques del joc i amb en Luigi de personatge jugable. Es va oferir com a contingut descarregable de pagament i més tard dins un paquet especial amb ambdós jocs, que va acabar substituint l'entrada de New Super Mario Bros. U a la Nintendo eShop. Aquests dos jocs van acabar sortint per a la Nintendo Switch en el port New Super Mario Bros. U Deluxe, llançat el 2019.

## Jugabilitat
La jugabilitat de New Super Mario Bros. U és molt semblant a la dels anteriors New Super Mario Bros., sobretot aNew Super Mario Bros. Wii. Té l'opció de jugar amb els Miis, el Toad Groc i Blau, en Mario i en Luigi. Tal com es va introduir en l'entrega de Wii i a la demo de l'E3 2011 New Super Mario Bros. Mii. El joc també té novetats, com l'opció de fer tornar cada personatge en Esquirols Voladors, gràcies al Super Acorn, que és el xampinyó que dona aquest power-up. Amb aquest poder, a més, es podran volar pels escenaris mitjançant el P-Acorn, com en anteriors jocs de Mario amb el Raccoon Mario.
També inclou un Mode Multijugador cooperatiu, semblant a l'entrega de Wii. Els Yoshis nadons de Super Mario World també s'inclouen en el joc, cadascun amb diferents habilitats similars amb un màxim de potència semblants a les habilitats de Yoshi en Super Mario Galaxy 2: els Yoshis bebès blaus poden crear bombolles, els magentes es poden inflar i els grocs tornar-se brillants.
New Super Mario Bros. U té fins a un mode de quatre jugadors, però un cinquè es pot afegir gràcies a la Wii U Gamepad per ajudar els altres jugadors mitjançant la creació de blocs, també conegut com a manera de reforç (Boost Mode). A més, inclou un nou mode anomenat Mode Desafiament que, com el seu nom indica, s'han de completar diferents desafiaments dividits en 5 seccions: Contrarellotge (superar nivells o missions el més ràpid possible), Monedes (aconseguir el nombre de monedes indicat), 1-Up (aconseguir moltes vides seguides -aixafant a molts Koopa Troopas, per exemple-), Altres (altres reptes) i Mode d'Ajuda (amb el GamePad). En un altre nou mode anomenat Boost Rush el personatge o els personatges triats corren com si fes un speed-run, ja que si toquen a un bloc com els que crea el Wii U GamePad el temps passa més ràpid i, per tant, l'scroll també. Hi ha, també, un nou mode de creació de nivells, en què amb la pantalla tàctil del Wii U GamePad es tria entre monedes normals o monedes Estrella per afegir en uns nivells en què després s'hi ha de competir. Torna un mode semblant a la batalla de monedes de New Super Mario Bros. Wii.
El joc té un inventari, on s'acumulen ítems que després es poden fer servir, com a Super Mario Bros. 3 i New Super Mario Bros. Wii. El mapa és semblant al de Super Mario World, que també inclou Cases Xampinyó, com en anteriors Super Mario, i en aquestes hi ha un enemic, en Nabbit (Caco Gazapo a l'edició espanyola), que és un lladre que roba articles d'aquestes cases, i si el jugador, al perseguir-lo en alguns nivells, el captura, en Toad regalarà un P-Acorn al jugador (una modificació pel Super Acorn però sense límit de temps de vol). També tornen dos power-ups: el Mini Mario, el Mario Pingüí (només pel mode Desafiament) i el Mario de Gel. El joc també utilitza Miiverse, permetent als jugadors compartir els seus comentaris o sentiments sobre determinats nivells entre ells.

## Argument
Mario, Luigi, Toad Groc i Toad Blau dinen en el Castell de la Princesa Peach. Bowser, de cop, arriba amb el seu dirigible i, amb una mà mecànica gegant agafa els germans i els Toads ben lluny i, just abans de portar-los a les Acorn Plains, els tiren en un arbre ple de Super Acorns. Bowser i els Koopalings aprofiten el moment per segrestar la Princesa Peach, que era amb els germans i els Toads.

## Edicions

El logotip de New Super Luigi U, utilitzat per a la versió digital del videojoc en format de contingut descarregable

### New Super Luigi U
New Super Luigi U (ニュー・スーパルイージ・U, Nyū Sūpā Ruīji Yū) és un pack expansiu en desenvolupament per Nintendo Entertainment Analysis and Development. Revelat el 14 de febrer de 2013, havia de ser contingut descarregable de New Super Mario Bros. U que necessitava una còpia d'aquest però en el Nintendo Direct del 17 de maig es va confirmar que, a part de ser contingut descarregable, podria comprar-se per separat sense la còpia del videojoc original.

### New Super Mario Bros. U + New Super Luigi U
El 10 d'octubre de 2013 s'anuncia el "Mario & Luigi Premium Pack" pel 8 de novembre, que inclou New Super Mario Bros. U, New Super Luigi U (amb vídeos extra), 3 dies de prova per a Wii Karaoke U by JOYSOUND i els seus accessoris. El "Premium Pack" va ser anunciat per estrenar-se a Austràlia el 7 de novembre de 2013, i el 23 d'octubre s'anuncia per l'1 de novembre a Amèrica. i el 26 de novembre surt al Brasil.
Nintendo llançà el 29 de novembre de 2013 a Europa un súper pack de Wii U anomenat "Mario Mega Bundle" que inclou el Mario & Luigi Premium Pack, que conté New Super Mario Bros. U + New Super Luigi U, però que també inclou Super Mario 3D World, el Wii Remote Plus de Mario i una gorra del personatge.
New Super Mario Bros. U + New Super Luigi U era un dels jocs triables en la promoció nord-americana o europea que implicava comprar Mario Kart 8 i després registrar-lo al Club Nintendo abans del 31 de juliol de 2014 (vegeu Mario Kart 8#Promocions, concursos i sortejos).
New Super Mario Bros. U + New Super Luigi U va sortir a les botigues nord-americanes el 16 d'octubre de 2015 per separat. La compilació inclou, com ja s'ha mencionat, els dos jocs i uns 200 vídeos extra mostrant jugabilitat. El 10 de març de 2016 s'anuncià que la línia Nintendo Selects seria expandida a Europa, i inclouria al joc New Super Mario Bros. U + New Super Luigi U. A més, Nintendo va anunciar que la versió digital del joc New Super Mario Bros. U seria retirada de la eShop el 15 d'abril, i a partir d'aquesta data, el joc només estaria disponible en format digital a la eShop europea a través del paquet que inclou New Super Luigi U.

### New Super Mario Bros. U Deluxe
New Super Mario Bros. U Deluxe fou desenvolupat pel successor de Nintendo EAD, Nintendo Entertainment Planning and Development, i va sortir l'11 de gener de 2019. Va ser anunciat el 13 de setembre de 2018 després de diversos rumors. El joc inclou New Super Mario Bros. U i New Super Luigi U, millora de la resolució a 1080p en comparació als 720p de l'original així com alguns canvis en la interfície, vibració HD i dos nous personatges jugables: Toadette i Nabbit (Caco Gazapo). Nabbit ja no és exclusiu de New Super Luigi U, mentre que Toadette compta amb una transformació exclusiva que li atorga una "Super Corona", que li permet flotar i fer un doble salt, i li dona una aparença semblant a la de la Princesa Peach (un cop transformada obté el nom de Peachette). Els dos personatges de Toad (groc i blau) es fusionen, i desapareixen els desafiaments relacionats amb el Boost Mode així com el mode en si, al ser incompatibles amb les característiques de la Nintendo Switch.
L'anunci d'aquest port, específicament la transformació que fa que Toadette esdevingui Peachette, va esdevenir un fenomen de masses a les xarxes socials, després que se'n creés un personatge paròdia, Bowsette, que era una versió sexualitzada d'en Bowser amb aparença de Princesa Peach. New Super Mario Bros. U Deluxe va obtenir una puntuació mitjana de 80 a Metacritic, i va mantenir-se com a joc més venut al Regne Unit durant les seves primeres dues setmanes, venent 56% unitats més la primera setmana en comparació amb la versió de Wii U. A data de 31 de març de 2021, es van vendre 10,44 milions de còpies, esdevenint el desè joc més venut de la Nintendo Switch.

## Actualitzacions
Versió 1.1.0 (llançada el 18 de novembre de 2012)
Afegeix les funcionalitats de Miiverse.
Versió 1.2.0 (llançada el 15 de març de 2013)
Afegeix una comunitat Miiverse del qual els jugadors poden enviar comentaris mitjançant aquest servei.
Versió 1.3.0 (llançada el 20 de juny de 2013)
Admet utilitzar el mode New Super Luigi U i utilitzar el Wii U Pro Controller.

## Desenvolupament
En l'Electronic Entertainment Expo 2011, Nintendo va ensenyar una demo tècnica per a la consola Wii U: New Super Mario Bros. Mii, on es veien Miis, Mario, Luigi, Toad Groc i Toad Blau en nivells semblants als de New Super Mario Bros. Wii, fet que feia veure als jugadors que no calia el televisor engegat per a jugar, en el moment que utilitzaven el Wii U GamePad. A més a més, en una edició d'Iwata Pregunta, el president va revelar que podria sortir el joc al mercat.
El 16 d'abril de 2012, Miyamoto va tenir una entrevista a El Mundo, on ell va confirmar que s'anunciaria un nou joc de la sèrie Super Mario per a la Wii U i que es mostraria en el E3 2012. Així doncs, a la fira es va confirmar el logotip, ja es van revelar els primers detalls i fins i tot es va mostrar un tràiler.
En un Nintendo Direct celebrat el 13 de setembre de 2012 Nintendo va anunciar que el joc seria un títol de llançament, és a dir, que sortiria acompanyant la Wii U el 18 de novembre de 2011 als Estats Units, el 30 a Europa i Austràlia i el 8 de desembre al Japó. També és títol de llançament per a la consola al Brasil, on va sortir el 26 de novembre de 2013.

## Recepció

### Crítica
New Super Mario Bros. U ha tingut revisions positives, amb revisions del 84,89% i 84% de part de GameRankings i Metacritic respectivament.
IGN puntua el joc amb un 9.1/10, i ha afirmat "l'enfocament de Nintendo en aquest joc aconsegueix un gran equilibri en tots els nivells, que van des de la dificultat a dissenyar els enemics i caps finals". Joystiq l'ha puntuat amb un 4.5/5 i ha comentat que "hi ha un sentit nou de la meravella, de l'exploració i el descobriment. No estic molt disposat a dir del joc que plenament recupera l'"espurna d'apogeu" bidimensional de Mario, però és un impressionant pas en la direcció correcta". 1UP.com l'ha portat a la categoria B+, 9/10 de part d'EGM i EuroGamer, 90/100 de part de Consolplus, 8.5/10 de part de Polygon, 8.5/10 de part de Destructoid, 8.5/10 de part de GamePro Alemanya, 83/100 de part de Venture Beat i 4/5 de part de GameXplain. G4 l'ha puntuat amb un 3.5/5. La revista Gamesmaster l'ha puntuat amb un 82% i ha dit que és "una gran excusa perquè les famílies es reuneixin al voltant de la televisió, i una visió atractiva del futur del Mario en alta definició".
Malgrat les crítiques positives, Giant Bomb l'ha puntuat amb 3 estrelles de 5, assenyalant que "tot sobre New Super Mario Bros. U és molt emocionant, amb excepció del mateix joc; és possible que aquest sigui el millor joc de la sèrie New Super Mario Bros. fins ara -per no parlar d'un dels millors jocs exclusius de Wii U al mercat per defecte- i alhora el tipus de pla que no tingui interès? Aparentment, sembla de manera que el joc està molt bent fet com el que és, i jo tenia un munt de diversió jugant en ràfegues curtes aquí i allà, però en aquest punt de la sèrie la filosofia del disseny està començant a demostrar el nom de la sèrie New Super Mario Bros. com a ironia no intencional".

### Premis
En el desè lliurament anual de l'Spike TV Video Game Awards, New Super Mario Bros U va guanyar com a Millor Joc de Wii/Wii U el 2012.

### Vendes
El joc va arribar a la segona posició dels videojocs de Wii U més venuts al Regne Unit des del 16 al 22 de juny de 2013. Entre els dies 30 de juny i 6 de juliol va ser el videojoc més venut de Wii U al Regne Unit segons Chart-Track. A data de 12 d'abril de 2014, el joc era el quart videojoc de Wii U més venut al Regne Unit, i a data de 3 de maig, era el primer.
New Super Mario Bros. U va vendre 140.000 unitats en el primer semestre de 2013 al Japó. Va ser el trentè videojoc més venut al Japó en el primer semestre de 2013 amb 146.444 / 527.759 unitats venudes.
En la Nintendo eShop de Wii U, New Super Mario Bros. U va ser el vintè videojoc més comprat el 12 d'agost de 2013.
Fins al 30 de juny de 2015 New Super Mario Bros. U va vendre 4,84 M a tot el món, convertint-se en el tercer joc més venut per a Wii U a nivell mundial. A data de 31 de març de 2021, va vendre 5,81 M.

### Mercaderia
Van ser llançades el juny del 2013 al Japó unes figures mecàniques "sound stages", que mostra figures simulant jugabilitat. També van sortir unes màquines càpsula japoneses el setembre, així com uns rellotges i clauers temàtics. Jakks Pacific va llançar una línia de joguines, amb mini figures, una sub-línia Micro Land que reproduïa etapes del joc en miniatura, i una línia de ninots de peluix, basades en personatges de Nintendo. Takara Tomy Arts va llançar una tanda d'ous de Yoshi capaços de projectar art del joc en les parets de casa; el fabricant ja va distribuir productes semblants basats en New Super Mario Bros. Wii.